# Bolitophila doerrsteini
Bolitophila doerrsteini is een muggensoort uit de familie van de Bolitophilidae. De wetenschappelijke naam van de soort is voor het eerst geldig gepubliceerd in 1988 door Plassmann.